# 迪迪埃·德罗巴
迪迪埃·伊夫·德羅巴·泰比利（法語：Didier Yves Drogba Tébily，法語發音：[didje iv dʁɔɡba tebili]；1978年3月11日—），出生於科特迪瓦阿比讓。前職業足球員，司職中鋒。前科特迪瓦國家足球隊隊長。
杜奧巴於2004年以2400萬英鎊成為史上身價最昂貴的科特迪瓦球員。而杜奧巴也是第一個獲得非洲足球先生獎項的科特迪瓦球員，分別在2006年和2009年獲得。2012年歐洲冠軍联賽決賽，他更成功幫助切爾西拿下了隊史上首座歐冠冠軍獎杯。
杜奧巴不但捐出大量金錢成立慈善基金，更協助調停象牙海岸內戰。當象牙海岸成功晉身2006年世界杯後，杜奧巴呼籲國內正在進行內戰的派系放下武器。杜奧巴的呼籲協助調停了持續了5年的內戰。杜奧巴對和平進程的努力讓他成為當年《時代雜誌》“时代百大人物”之一。

## 球員生涯

### 早年
杜奧巴生於象牙海岸，全家從事於金融業，生活環境不俗，但5歲時因內戰移民到法國，由於其叔父亦是職業足球員，故杜奧巴亦開始學習足球。杜奧巴在開始足球生涯時擔任右後衛，但後來在當地球會Abbeville效力時，開始改任前鋒，而且証明杜奧巴具有擔任前鋒的天份。及後他加入另一支球會Vannes，不過由於其學業成績欠佳，被迫停止踢球一年以取得考試合格。及後他加入當地球會Levallois，繼續接受足球訓練，三年後(即1997 年)，曾經得到法國球會甘岡的垂青，但因為受傷，而錯失這個機會。結果在1998年加盟勒芒，為勒芒上陣64場賽事攻入12球，雖然入球數字並不太出色，但當時看中杜奧巴的甘岡仍然對其念念不忘，於是將杜奧巴羅致，希望為當時這支法甲升降機球隊帶來動力。結果杜奧巴沒有令人失望，在甘岡效力季半，上陣45場攻入20球，而在2002/03球季便攻入17 球，表現出色，同時得到非洲足球先生第二名，僅次於塞內加爾的艾爾-哈吉·迪奧夫。

### 馬賽
在渡過一個球季後，杜奧巴成功入選科特迪瓦國家足球隊，並以400萬英鎊加盟法甲球會馬賽。加盟馬賽一個球季，杜奧巴發揮出射手本色，在35場聯賽攻入18球，而且為球隊在歐洲賽事射入11球，協助馬賽打入歐洲足協盃決賽，可惜最後不敵華倫西亞僅得亞軍。而杜奧巴同年亦得到法國足球先生。

### 車路士
德罗巴於2004年以2400萬英鎊加盟切爾西，自加盟車路士後，德羅巴就成為前鋒的主力。德罗巴在球會的戰衣起初是15號，2006/07赛季开打前换成了自己喜爱的11号，協助車路士連贏兩屆英超聯賽冠軍，並於2006/07球季，分別以兩個和一個決賽入球帶領車路士奪得2007年度聯賽杯和足總杯，并以20個入球獲得英超聯賽06/07賽季的最佳射手，同時入選歐洲冠軍聯賽06/07賽季最佳陣容。
2007年3月2日，德罗巴擊敗喀麥隆射手伊度奧及切爾西隊友麥可·埃辛，成功當選2006年非洲足球先生，他亦是首名獲得該個獎項的科特迪瓦球員。
2008年，非洲足協宣布馬里球員卡努特而非大熱門杜奧巴或艾辛取得非洲足球先生獎項，原來杜奧巴因非洲國家盃賽事無法出席頒獎禮而被褫奪冠軍名銜。正身在加納準備非洲國家盃準決賽的杜奧巴說他上星期五下午「接到非洲足協一名高層的電話。他告訴我若我不出席頒獎典禮，規則便會改變，我就不會成為第一位而獎項將去到亞軍簡路迪身上。」「我們都為了非洲而努力，現在於加納有一項十年前被人猛烈批評而現在很多傳媒採訪的賽事。因此有時我們要同心合力。我不認為這種態度有利非洲，因此我已決定以後不再參加足球先生的選舉。在我眼中這獎項已失去意義。我只是一名簡單的球員，我的決定不會傷害很多人。」
2009/10賽季，杜奧巴協助切爾西首次成為英超聯賽及足總盃雙料冠軍，以29個聯賽入球繼2006/07賽季後再次成為英超神射手，而他在所有比賽中更有44次上陣，37個進球，是他加盟車路士以來進球最多的一季。
2010/11賽季，8月14日英超第一週的賽事，杜奧巴上演其於10/11賽季首個帽子戲法，助切爾西於主場6:0大勝西布朗。8月21日英超第二週的賽事，切爾西作客對戰韋根，杜奧巴再次上演帽子戲法，這次則是貢獻3次助攻，再次協助車路士6:0大勝。緊接著，他在對史篤城的比賽中罚入点球。

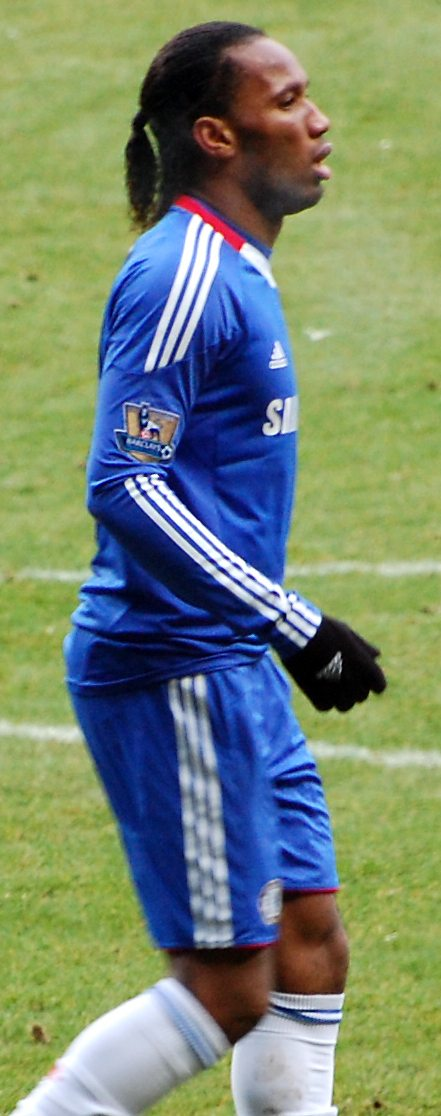
德罗巴在2010年11月28日代表切尔西出战纽卡斯尔联

2011/12賽季，歐洲冠軍聯賽淘汰賽四強主場對陣衛冕冠軍巴塞羅那，德羅巴攻入全場唯一入球，最終車路士以總比分3:2險勝巴塞。5月19日，在安聯球場對拜仁慕尼黑舉行的歐洲冠軍杯決賽中，車路士憑藉德羅巴於法定時間88分鐘扳平比分的頭錘進球，加时赛中德罗巴踢到拜仁中场里贝里，然而罗本的点球被切赫扑出，最后比賽進入互射十二碼階段，德罗巴最後一輪射入奠定勝局的一球，協助車路士首度奪得2012年歐洲冠軍聯賽冠軍，成為球隊的英雄。5月21日，杜奧巴宣佈不再与切尔西续约而離隊。

### 上海申花
2012年6月20日，德罗巴在官方网站宣布和中国足球超级联赛球队上海申花签约2年半。同年7月22日，德罗巴在对阵广州富力的下半场登场，是他在中国足球超级联赛的第一次亮相。7月28日，申花客场对阵恒大，德罗巴首次首发出场。由于磨合时间不久，德罗巴这两场都没有取得进球。8月4日，中超第20轮，申花对阵绿城，德罗巴首发出场，这也是他在申花的主场首秀。本场比赛德罗巴独中两元，帮助申花5-1大胜宿敌。在经过连续两场0-0的平局后，德罗巴在8月25日客场对阵鲁能的比赛中再度迎来爆发，他在开场80秒就率先打破僵局，下半场又再进一球，最终申花3-3战平对手。间歇期后的首场比赛又打进一球，帮助申花主场3-0完胜辽足。一周后的德比战，申花客场1-1平申鑫，德罗巴打进了本队唯一进球。10月6日和贵州人和的亚冠资格争夺战，尽管德罗巴打进一球，但申花还是遭遇败局。11月3日中超收官战，申花3-0完胜中能，德罗巴贡献了他在中超的最后一粒进球。11场比赛，10次首发1次替补，累计出场时间944分钟，贡献8粒进球，2次助攻，这就是德罗巴留给申花的数据。8粒进球没有点球，场均进球率高达73%，这个进球率在德罗巴职业生涯中排名高居第二，仅次于2009-10赛季，当时他为切尔西在英超32场比赛中打进29球。
最終鬧出欠薪事件，杜奧巴把上海申花告上國際足協追討欠薪。同年11月，國際足協裁定上海申花需向杜奧巴支付1200萬歐元。而上海申花方面回應稱已接獲國際足協發出的函件，但僅承認「晚付」薪酬，沒有欠薪。
最後與上海申花不歡而散。

### 加拉塔沙雷
2013年1月28日，杜奧巴同意土耳其超級足球聯賽豪門加拉塔沙雷的一年半合約。
杜奧巴成功轉會至加拉塔沙雷。他在2月16日作客對阿克希薩爾的比賽中後備出場，展示了自己的入球能力，他在63分鐘換入，68分鐘射入自己在球會的首球，70分鐘為隊友獻上助攻，最後球隊以2-1勝出。
5月5日，他在加拉塔萨雷赢得了他的第一个冠军，4-2战胜了西瓦士波尔。在5月12日加拉塔萨雷对阵伊斯坦布尔对手费内巴切的德比战中，德罗巴和他的科特迪瓦队友埃马纽埃尔•埃布埃在球队2-1失利的比赛中成为对方球迷的种族主义口号的主要对象。

### 重返切尔西
2014年7月25日，杜奧巴重返英超切尔西，簽約一年。8月10日，杜奧巴在季前熱身賽的上半場傷出。
2015年5月24日，杜奧巴以隊長身份代表切尔西出賽。并以队长身份，举起同年英超冠军奖杯。

## 國家隊
杜奧巴協助科特迪瓦於2006年首次晉身世界盃決賽週，在賽事中取得1個入球，但球隊只能以小組第三名出局。2010年世界盃外圍賽 (非洲區)，杜奧巴合共取得6個入球，帶領球隊出戰2010年世界盃足球賽決賽週。
2010年6月4日，在瑞士进行的日本与科特迪瓦的世界杯热身赛中，德罗巴被日本后卫田中斗莉王用膝盖重重的撞傷手肘，但手術後經過短暫的11天休養，仍然在南非世界盃分組賽第一場對葡萄牙的比賽中替補上場，但最終球隊也未能晉身十六強，杜奧巴在賽事中取得1個入球。 
2014年8月8日，德罗巴正式宣布退出科特迪瓦国家队，结束其12年国脚生涯。

## 荣誉
車路士
- 歐洲冠軍聯賽 冠軍：2012年
- 英格蘭超級聯賽 冠軍：2004/05年、2005/06年、2009/10年、2014/15年
- 英格蘭足總盃 冠軍：2007年、2009年、2010年、2012年
- 英格蘭聯賽杯 冠軍：2005年、2007年、2015年
- 英格蘭社區盾 冠軍：2005年、2009年
- 巴克萊英超亞洲盃 冠軍：2011年

 加拉塔沙雷
- 土耳其超級聯賽 冠軍：2012/13年
- 酋長盃 冠軍：2013年
- 土耳其超級盃 冠軍：2013年
- 土耳其盃 冠軍：2014年

國家隊
- 非洲國家盃 亞军：2006年、2012年
- 非洲國家盃 殿軍：2008年

個人
- 法国甲级足球联赛年度最佳入球：2004年
- 法国甲级足球联赛年度最佳陣容：2004年
- 法国甲级足球联赛年度最佳球員：2004年
- 科特迪瓦足球先生：2006年、2007年
- 非洲足球先生：2006年、2009年
- 英格兰超级联赛最佳射手[[[Wikipedia:格式手册/链接#章節|錨點失效]]]：2006/07年、2009/10年
- PFA年度最佳陣容：2007年、2010年
- 歐洲足協年度最佳陣容：2007年
- 國際職業足球員協會：2007年
- 車路士年度最佳球員：2010年
- 時代百大人物：2010年
- 金足獎﹕2013年

## 外部連結
- 車路士官方 杜奧巴檔案
- Didier Drogba's official website （页面存档备份，存于） – available in English and French
- BBC profile （页面存档备份，存于）
- 足球数据库：Didier Drogba的球员统计数据
- BBC World Service: African Footballer of the Year 2008 （页面存档备份，存于）
- ESPN Profile （页面存档备份，存于）

| 前任： | 非洲足球先生 2006年 | 繼任： |

| 前任： | 非洲足球先生 2009年 | 繼任： |